# 辰己涼介
辰己 涼介（たつみ りょうすけ、1996年12月27日 - ）は、兵庫県神戸市北区出身のプロ野球選手（外野手）。右投左打。東北楽天ゴールデンイーグルス所属。
日本プロ野球における、外野手の1シーズン刺殺数日本記録（397刺殺）保持者。

## 経歴

### プロ入り前
神戸市立藤原台小学校1年時から神戸北リトルで野球を始めると、3年時から大淀ボーイズ、神戸市立有野中学校への進学後に神戸三田ドジャースへ所属した。
神戸三田ドジャース時代までは投手だったが、兵庫県立社高等学校への進学を機に外野手へ転向。1年時からレギュラーの座をつかむと、対外試合通算で20本塁打を放ったが、甲子園には春・夏共に縁がなかった。2学年先輩には近本光司がいた。
立命館大学産業社会学部現代社会学科スポーツ社会専攻へ進学、硬式野球部に所属する。1年時の春からレギュラーに定着。2年時の日米大学野球代表メンバーにも選出された。在学中には関西学生野球のリーグ戦通算95試合に出場。打率.324（376打数122安打）、7本塁打、58打点、21盗塁、ベストナイン4回、首位打者1回の実績を残した。4年時には、春季リーグの対近畿大学戦（5月20日）でリーグ史上28人目の通算100安打とチーム通算38回目の優勝を達成。秋季リーグ戦では、首位打者（打率.375）と盗塁王（7盗塁）のタイトルを獲得するとともに、通算の安打数をリーグ歴代2位の122本まで伸ばした。
2018年10月25日に行われたドラフト会議では、藤原恭大を抽選で外した東北楽天ゴールデンイーグルスと阪神タイガース、根尾昂を抽選で外した読売ジャイアンツ、小園海斗を抽選で外した福岡ソフトバンクホークスから1位指名を受け、抽選の末に楽天が交渉権を獲得。11月9日に契約金1億円、年俸1500万円（金額は推定）の条件で仮契約した。背番号は7。担当スカウトは愛敬尚史。

### 楽天時代
2019年は、春季キャンプから一軍に帯同。レギュラー右翼手の座をオコエ瑠偉と争った末に、オコエと並んで開幕一軍入りを果たした。開幕戦の先発出場こそオコエに明け渡したが、3月30日の千葉ロッテマリーンズ（開幕第2戦、ZOZOマリンスタジアム）では9回裏の右翼守備で公式戦にデビュー。この試合で逆転本塁打を放っていたオコエに代わって、翌3月31日の第3戦で「9番・右翼手」として先発出場すると、2回表一死満塁で迎えた公式戦初打席で押し出し四球で初打点、4回表の第2打席で初安打、8回表の第4打席で四球による出塁から初盗塁を相次いで記録した。その後は打率が2割台前半と低迷し、4月22日に出場選手登録を初めて抹消されたが、打撃フォームや走塁面の修正による復調を経て5月3日に再登録。5月6日の対埼玉西武ライオンズ戦（メットライフドーム）に「2番・中堅手」として先発出場すると、3回表の第2打席で本田圭佑から一軍公式戦の初本塁打をバックスクリーンに放った。さらに、2日後（5月8日）の対福岡ソフトバンクホークス戦では、1点ビハインドの9回裏一死満塁で迎えた打席で森唯斗からサヨナラ安打（中越え二塁打）を記録。この一打が（一軍公式戦における当時の球団記録であった）最大7点差からの逆転勝利にも繋がったことから、5月度のパシフィック・リーグサヨナラ賞を受賞した。6月13日の対広島東洋カープ戦（いずれも楽天生命パーク）では、同期入団の大卒捕手である太田光との間でアベック本塁打を記録。「7番・中堅手」として出場した9月3日の対ソフトバンク戦（福岡ヤフオク!ドーム）8回裏には、同期入団の外野手で「8番・右翼手」に起用された小郷裕哉との間で連続本塁打を記録した。翌9月4日の対ソフトバンク戦で2試合連続本塁打を放つなど、一軍公式戦124試合の出場で4本塁打、25打点、打率は.229ながらチームトップ（リーグ9位タイ）の13盗塁を記録。チームの2年ぶり2019年のパシフィック・リーグクライマックスシリーズでは、ソフトバンクとのCSファーストステージ（ヤフオクドーム）でも全3試合の出場で1安打1得点を記録した。シーズン終了後の11月24日には、国内FA権の行使を経てロッテからの移籍を決めた鈴木大地がロッテ時代に続いて背番号7の着用を希望したため、背番号を「小学生、高校3年時、大学3年時に付けていた」という8に変更することが発表された。12月4日、700万円増となる推定年俸2200万円で契約を更改した。
2020年は、104試合の出場で打率.223、8本塁打、28打点、11盗塁を記録した。10月3日の対オリックス・バファローズ戦（京セラドーム大阪）ではランニング本塁打を記録した。11月27日、200万円減となる推定年俸2000万円で契約を更改した。
2021年は、開幕戦となる3月26日の対北海道日本ハムファイターズ戦（楽天生命パーク宮城）に1番で先発出場、1回裏の最初の打席で上沢直之の投じた初球を打つと打球は左翼スタンドに飛び込み、史上5人目となる「開幕戦初回先頭打者初球本塁打」を記録した。自己最多の130試合に出場し、初めて規定打席に到達。10本塁打、32打点、6盗塁を記録したが、打率.225は規定打席到達者の中ではリーグ最下位だった。守備面では守備率.993（2失策）、外野手としては杉本裕太郎とレオネス・マーティンに次ぐリーグ3位の8補殺を記録するなど、リーグ随一の俊足強肩の外野手として活躍し、ゴールデングラブ賞を初めて受賞した。なお辰己は球団創設17年目にして楽天の外野手のゴールデングラブ賞受賞者第1号となった。1300万円増の推定年俸3300万円で契約を更改した。またオフには右肘関節のクリーニング手術を受けた。
2022年は111安打、打率.271、11本塁打、35打点を記録。守備では2年連続でゴールデングラブ賞を受賞した。同年6月12日の読売ジャイアンツ戦では史上21人目、且つ球団史上初の1イニング2本塁打を記録し、則本昂大の通算100勝をアシストした。オフの12月29日の契約更改では2000万円増の推定年俸5300万円でサイン。
2023年、4月23日の対日本ハム戦（楽天モバイルパーク宮城）で3-3の同点で迎えた延長11回一・二塁の打席で玉井大翔からサヨナラ二塁打を放ち、内星龍のプロ初勝利をアシストした。8月25日の対ソフトバンク戦（楽天モバイルパーク宮城）では2-2の同点で迎えた延長10回一死一・二塁の打席で甲斐野央からサヨナラ二塁打を放ち、同年は2度のサヨナラ打を放った。シーズン通算では自己最多の133試合に出場し、打率.263、9本塁打、43打点。守備面ではリーグ1位の守備率.997の成績で3年連続ゴールデングラブ賞を受賞した。オフの2024年1月25日の契約更改では2700万円増の推定年俸8000万円でサインした。
2024年は全143試合に出場し、打率.294、7本塁打、58打点、20盗塁を記録。158安打で最多安打のタイトルを獲得した。守備では397刺殺を記録し、1948年に青田昇が記録した外野手の最多刺殺記録を76年ぶりに更新した。4年連続4度目でゴールデングラブ賞に選出され、外野手部門トップとなる240票でベストナインに初選出された。2025年1月24日に行われた契約更改後の会見では、「二刀流させてもらいたい」と発言した。
2025年の春季キャンプでは前述の宣言通り投球練習を行うこともあった。2月7日にブルペンに入った際には最速152km/hを計測したものの、石井一久GMからは「不合格」とされた。オープン戦期間中に腰に軽い張りが生ずるも、シーズン開幕には間に合い、3月28日の開幕戦では4番打者を務めた。しかし、打撃不振に陥り、4月16日の出場を最後にスタメンから外された。以降は試合終盤の守備固めなどで出場を重ねていたが、守備のみの出場だった20日の試合で走者の進塁を許す送球判断ミスを犯し、翌日、二軍調整を理由に出場選手登録を抹消された。7月15日のオリックス・バファローズ戦で山岡泰輔から自身初の満塁本塁打を放った。

## 選手としての特徴

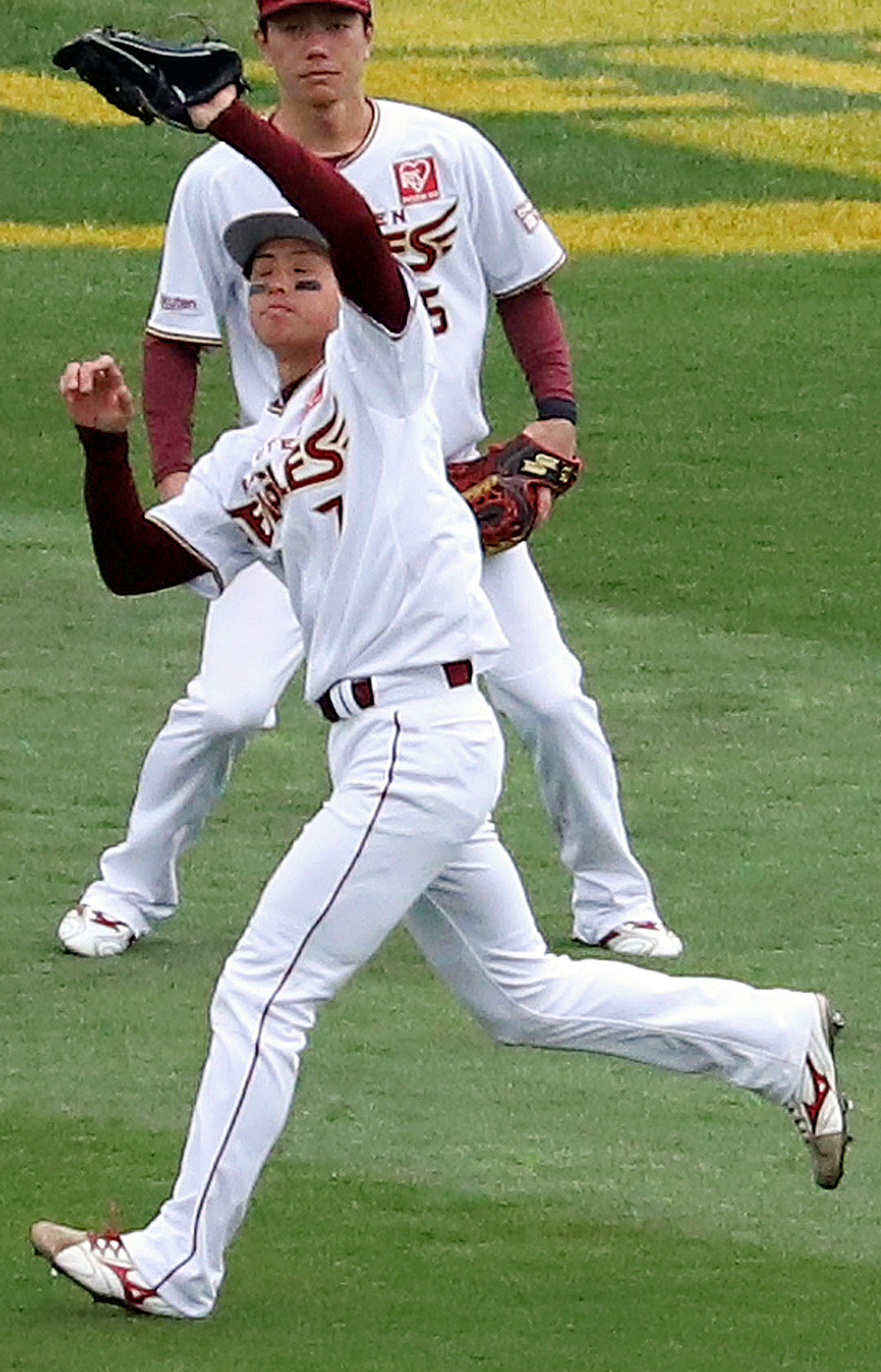
守備に就く辰己

大学時代に50m走5.7秒、一塁到達タイム3.71秒を記録した俊足の持ち主。また遠投で125mを記録した強肩も兼備する。

## 人物
2023年1月11日に実業家・YouTuberの鈴木セリーナとの結婚を発表した。
2024年11月26日に行われたNPB AWARDS 2024では、ちょんまげのカツラに金色の袴、ジャック・ザ・リッパー、甲冑姿と3つのコスプレ姿で登場。2日後の11月28日に行われたゴールデン・グラブ賞の表彰式では、金色のスーツ着用、顔面から髪の毛、指先まで金色に染めた全身金色の姿で登場した。
名字の辰己を辰巳と間違えられることが多く、YouTubeで注意喚起の動画が公開されている。

## 詳細情報

### 年度別打撃成績
| 年 度     | 球 団     | 試 合 | 打 席 | 打 数 | 得 点 | 安 打 | 二 塁 打 | 三 塁 打 | 本 塁 打 | 塁 打 | 打 点 | 盗 塁 | 盗 塁 死 | 犠 打 | 犠 飛 | 四 球 | 敬 遠 | 死 球 | 三 振 | 併 殺 打 | 打 率 | 出 塁 率 | 長 打 率 | O P S |
| --------- | --------- | ----- | ----- | ----- | ----- | ----- | -------- | -------- | -------- | ----- | ----- | ----- | -------- | ----- | ----- | ----- | ----- | ----- | ----- | -------- | ----- | -------- | -------- | ----- |
| 2019      | 楽天      | 124   | 369   | 314   | 42    | 72    | 12       | 2        | 4        | 100   | 25    | 13    | 3        | 10    | 2     | 39    | 1     | 4     | 101   | 4        | .229  | .320     | .318     | .639  |
| 2020      | 楽天      | 104   | 282   | 251   | 38    | 56    | 9        | 3        | 8        | 95    | 28    | 11    | 5        | 9     | 0     | 20    | 0     | 2     | 57    | 1        | .223  | .286     | .378     | .664  |
| 2021      | 楽天      | 130   | 443   | 374   | 49    | 84    | 13       | 1        | 10       | 129   | 32    | 6     | 6        | 11    | 1     | 51    | 0     | 6     | 99    | 7        | .225  | .326     | .345     | .671  |
| 2022      | 楽天      | 120   | 476   | 409   | 60    | 111   | 14       | 3        | 11       | 164   | 35    | 12    | 5        | 13    | 1     | 42    | 1     | 11    | 103   | 7        | .271  | .354     | .401     | .755  |
| 2023      | 楽天      | 133   | 495   | 434   | 45    | 114   | 16       | 5        | 9        | 167   | 43    | 13    | 4        | 8     | 1     | 40    | 0     | 12    | 99    | 3        | .263  | .341     | .385     | .726  |
| 2024      | 楽天      | 143   | 597   | 537   | 68    | 158   | 22       | 12       | 7        | 225   | 58    | 20    | 2        | 2     | 6     | 44    | 2     | 8     | 108   | 10       | .294  | .353     | .419     | .772  |
| 通算：6年 | 通算：6年 | 754   | 2662  | 2319  | 302   | 595   | 86       | 26       | 49       | 880   | 221   | 75    | 25       | 53    | 11    | 236   | 4     | 43    | 567   | 32       | .257  | .335     | .379     | .714  |

- 2024年度シーズン終了時
- 各年度の太字はリーグ最高

### 年度別守備成績
| 年 度 | 球 団 | 外野  | 外野  | 外野  | 外野  | 外野  | 外野     |
| 年 度 | 球 団 | 試 合 | 刺 殺 | 補 殺 | 失 策 | 併 殺 | 守 備 率 |
| ----- | ----- | ----- | ----- | ----- | ----- | ----- | -------- |
| 2019  | 楽天  | 121   | 204   | 6     | 2     | 3     | .991     |
| 2020  | 楽天  | 97    | 182   | 5     | 5     | 2     | .974     |
| 2021  | 楽天  | 128   | 259   | 8     | 2     | 2     | .993     |
| 2022  | 楽天  | 119   | 308   | 3     | 2     | 1     | .994     |
| 2023  | 楽天  | 130   | 347   | 2     | 1     | 0     | .997     |
| 2024  | 楽天  | 143   | 397   | 5     | 2     | 1     | .995     |
| 通算  | 通算  | 738   | 1697  | 29    | 14    | 9     | .992     |

- 2024年度シーズン終了時
- 各年度の太字はリーグ最高、赤太字はNPBの外野手における歴代最高
- 太字年はゴールデングラブ賞受賞年

### タイトル
- 最多安打：1回（2024年）

### 表彰
- ベストナイン：1回（外野手部門：2024年）
- ゴールデングラブ賞：4回（外野手部門：2021年 - 2024年）
- パ・リーグ連盟特別表彰：1回（特別賞：2024年） ※プロ野球新記録となる外野手シーズン最多刺殺397達成を讃えて[49]
- スカパー! サヨナラ賞：1回（2019年5月[50]）
- オールスターゲーム 敢闘選手賞：1回（2024年第2戦[51]）

### 記録
初記録
- 初出場：2019年3月30日、対千葉ロッテマリーンズ2回戦（ZOZOマリンスタジアム）、9回裏に右翼手で出場
- 初先発出場：2019年3月31日、対千葉ロッテマリーンズ3回戦（ZOZOマリンスタジアム）、「9番・右翼手」で先発出場
- 初打席・初打点：同上、2回表に有吉優樹から押し出し四球
- 初安打：同上、4回表に有吉優樹から中前安打
- 初盗塁：同上、8回表に二盗（投手：西野勇士・捕手：田村龍弘）
- 初本塁打：2019年5月6日、対埼玉西武ライオンズ7回戦（メットライフドーム）、3回表に本田圭佑から中越ソロ

その他の記録
- オールスターゲーム出場：1回（2024年）
- 開幕戦初回先頭打者初球本塁打：2021年3月26日、対北海道日本ハムファイターズ1回戦（楽天生命パーク宮城）、1回裏に上沢直之から左越ソロ ※史上5人目
- 1イニング2本塁打：2022年6月12日、対読売ジャイアンツ3回戦（楽天生命パーク宮城）、2回裏に山﨑伊織から右越ソロ・鍵谷陽平から右中越3ラン ※史上21人目23度目、パ・リーグ9人目10度目、球団史上初[28][52]
- 外野手シーズン397刺殺：2024年 ※歴代1位[2]

### 背番号
- 7（2019年[9]）
- 8（2020年[19] - ）

### 登場曲
- 「I Was Born To Love You」QUEEN
- 「君が好きだと叫びたい」BAAD
- 「Troublemaker」嵐
- 「Around The World」MONKEY MAJIK
- 「嵐の素顔」工藤静香
- 「ええねん」ウルフルズ
- 「虹」Aqua Timez（以上2019年途中）
- 「BACK TO BACK」Da-iCE（2020年開幕から途中）※得点圏での使用もあり
- 「サムライハート (Some Like It Hot!!)」SPYAIR（2020年途中 - ）
- 「DREAMIN' ON」Da-iCE（2020年途中）
- 「轍〜Wadachi〜」SPYAIR（2021年 - ）
- 「ətˈæk 0N tάɪtn」澤野弘之（2021年得点圏）[53]
- 「センター」ほーみーず（2022年）
- 「Flavor」GENIC（2023年）[54]
- 「I'll Be There」GENIC（2024年）
- 「Maison Genic」GENIC（2025年開幕から途中）
- 「あきらめられないのさ」GENIC（2025年途中）※MVに高校球児役として友情出演している[55]

### 代表歴
- 2024 WBSCプレミア12 日本代表